# Пунктир
Пункти́р (нем. punktieren — отмечать точками, от лат. punctum — точка) — прерывистая линия, состоящая из близко расположенных точек.
Иногда пунктиром также называют линии, состоящие из штрихов или сочетаний точек и штрихов, что технически неверно, так как для таких линий есть свои названия.
Линии с пунктиром применяются в графиках и чертежах.
В изобразительном искусстве существует понятие пунктирная манера (иногда называемая пунктиром) — вид гравюры на металле, разновидность офорта.

## Примеры пунктира
Линия из точек
∙∙∙∙∙∙∙∙∙∙∙∙∙∙∙∙∙∙∙∙∙∙∙∙∙∙∙∙∙∙∙∙∙∙∙∙∙∙∙∙∙∙∙∙∙∙∙∙∙∙∙∙∙∙∙∙∙∙∙∙∙∙∙∙∙∙∙∙∙∙∙∙∙∙∙∙∙∙∙∙∙∙∙∙∙∙∙∙∙∙∙∙∙∙∙∙∙∙∙∙∙∙∙∙∙∙∙∙∙∙∙∙∙∙
Штриховая линия
— — — — — — — — — — — — — — — — — — — — — — — — —
Штрихпунктирная линия
—∙—∙—∙—∙—∙—∙—∙—∙—∙—∙—∙—∙—∙—∙—∙—∙—∙—∙—∙—
Штрихпунктирная линия с двумя точками
—∙∙—∙∙—∙∙—∙∙—∙∙—∙∙—∙∙—∙∙—∙∙—∙∙—∙∙—∙∙—∙∙—∙∙—∙∙—

## Пунктир в чертежах
Согласно ГОСТ 2.303–68 (пункт 2):
- Штриховая линия рисуется штрихами 2—8 мм с интервалом 1—2 мм. Используются как линии невидимого контура; линии перехода невидимые.
- Штрихпунктирная тонкая рисуется штрихами длиной 5—30 мм и интервалом 3—5 мм. Размер точки не регламентируется. Толщина линии по отношению к толщине основной линии от {\displaystyle {\tfrac {S}{3}}} до {\displaystyle {\tfrac {S}{2}}}. Используются как линии осевые и центровые; линии сечений, являющиеся осями симметрии для наложенных или вынесенных сечений.
- Штрихпунктирная утолщённая рисуется штрихами длиной 3—8 мм и интервалом 3—4 мм. Размер точки не регламентируется. Толщина линии по отношению к толщине основной линии от {\displaystyle {\tfrac {S}{3}}} до {\displaystyle {\tfrac {2}{3}}S}.  Используются как линии, обозначающие поверхности, подлежащие термообработке или покрытию; линии для изображения элементов, расположенных перед секущей плоскостью («наложенная проекция»).
- Штрихпунктирная с двумя точками тонкая рисуется штрихами 5—30 мм и интервалом 4—6 мм. Размер точек не регламентируется. Толщина линии по отношению к толщине основной линии от {\displaystyle {\tfrac {S}{3}}} до {\displaystyle {\tfrac {S}{2}}}. Используются как линии сгиба на развертках; линии для изображения частей изделий в крайних или промежуточных положениях; линии для изображения развертки, совмещенной с видом